# 中国致公党湖南省委员会
中国致公党湖南省委员会，简称致公党湖南省委、湖南致公党，是中国致公党在湖南省的地方组织。